# ФК Лампарт

ФК Лампарт (мађ. Lampart FC), је био мађарски фудбалски клуб . Седиште клуба је у Будимпешти Мађарска. Боје клуба су плава и црвена. 

## Историјат клуба
Клуб је основан 1910. године. ФК Лампард је дебитовао у првој мађарској лиги у сезони 1941/42. и крај сезоне је дочекао као четрнаести.

## Историјат имена
- 1937–1938 ФК ФЕГ−Лампарт FÉG-Lampart
- 1938–1943 ФК Лампарт ФЦ Lampart FC
- 1943–1945 ФК Феђверђари СК Fegyvergyári SK
- 1945-1948 ФК Лампарт СЕ Lampart SE
- 1948-1951 ФК Лампарт МСК Lampart MSK
- 1951–1952 ФК Вашаш Лампарт СК Vasas Lampart SK
- 1952–1957 ФК Вашаш Кебања Зоманц Vasas Kőbányai Zománc
- 1957-1968 ФК Лампарт СЕ Lampart SE

## Достигнућа
- Прва лига Мађарске у фудбалу:
  - 14. место (1) :1941/42.
- Друга лига Мађарске у фудбалу:
  - шампион (1) :1940/41.